# 愛の110番
『愛の110番』（あいのひゃくとおばん）は、2003年3月31日から5月23日に、TBSテレビ系「ドラマ30」枠にて放送された昼のテレビドラマ。CBC制作。放送時間は月曜から金曜の13:00-14:00（JST）。全8週、40回。

## あらすじ
新米刑事・橋本愛は、配属替えにともない夫の鉄郎とともに町に越してきた。配属された武蔵野中央署には、愛が警察官を目指すきっかけになったベテラン刑事・沖田がいた。
主人公・愛の刑事や母との葛藤、また鉄郎の人間として、そして二人の夫婦としての成長を実質1週完結に仕上げており、刑事ものとはいえ、殺人事件が起きないソフトでコメディタッチのドラマになっている。

## キャスト
橋本愛
演 - 麻乃佳世
元は不良少女だったがある時沖田に救い出されたのを機に改心、沖田の志に追いかけるように短大卒業後婦警→刑事になる。
橋本鉄郎
演 - 布川敏和
愛の婦警時代駐車取締りの業務の時に知り合いその後結婚。高校中退ながらも仕事に勤しむ。
服部美佐
演 - 高木まみ子
愛の直属の上司。愛の失敗に度々ヒステリックに怒鳴る。
早川洋
演 - 島英臣
宮内健
演 - 加瀬尊朗
木村夏江
演 - 石井トミコ
橋本家が住むマンションの大家さん。好奇心旺盛でいろんな物事に首を突っ込むことが好き。
下原みゆき
演 - 太地琴恵
モナムールひろし
演 - 久保酎吉
崎田大五郎
演 - 浦井健治
水越雪乃
演 - 三條美紀
北井麻衣
演 - 高松あい
原里奈
演 - 古川恵実子
田中
演 - 杜澤たいぶん
矢吹弘子
演 - 宇津宮雅代
愛の実母。育児を放棄し、愛とは縁切り状態にあったがちゃっかり橋本家に居座る。
梶原剛平
演 - 伊吹剛
武蔵野中央署の署長。沖田と共に愛を温かく見守る。
沖田正一
演 - 高橋長英
不良時代の愛を改心させた張本人。父親に愛されなかった愛に「お父さん」と慕われる。

## スタッフ
- 原案 - 宮川一郎
- 脚本 - よしだあつこ、西井史子、篠原高志
- 演出 - 堀場正仁、西村信、松井智人、佐藤浩二

## 主題歌
- 柴田淳「夢」(作詞･作曲:柴田淳/編曲:坂本昌之)